# Quelli della San Pablo
Quelli della San Pablo (The Sand Pebbles) è un film del 1966 diretto da Robert Wise.
Il film ottenne 8 candidature ai Premi Oscar, fra cui quella di Steve McQueen come miglior attore protagonista e valse un Golden Globe a Richard Attenborough come miglior attore non protagonista.

## Trama
Cina, metà degli anni '20 del XX secolo: su uno degli affluenti del Fiume Azzurro, il Xiang Kiang, il sottufficiale Jake Holman si imbarca come capo motorista sulla cannoniera della US Navy San Pablo, una vecchia nave presa alla Spagna dopo la fine della guerra ispano-americana del 1898 al cui comando si trova il tenente Collins con il guardiamarina Bordelles in qualità di primo ufficiale. Prima di imbarcarsi, Holman fa la conoscenza del missionario Jameson e della sua assistente, la giovane insegnante Shirley Eckert, che prende subito in simpatia il sottufficiale. Appena arrivato sulla nave, Holman scopre che le mansioni minori sono svolte da un raffazzonato equipaggio cinese.
Il neo arrivato entra subito in contrasto con i cinesi della sala macchine, che non sanno come funzioni un motore, credendo che all'interno di esso ci siano degli spiriti, e offende involontariamente la reputazione di Chien, il capo cinese della sala macchine. Quando questi muore a causa di un incidente sul lavoro, Holman viene ritenuto dai cinesi responsabile dell'accaduto, e anche il comandante Collins gli preannuncia che chiederà le sue dimissioni.
Negli eventi che si susseguono, Holman difende in una malfamata bettola, insieme al collega Frenchy, una giovane e indifesa ragazza cinese, Maily, dalle avances di Stawski, un rozzo e prepotente sottufficiale. Tale fatto lo rende antipatico e malvisto dai suoi commilitoni. Nel frattempo Frenchy si innamora della ragazza e, riscattandola con una somma di denaro dal losco gestore della bettola, la sposerà con il rito cinese, con l'intento di portarla poi con sé.
La San Pablo si trova però coinvolta negli eventi che porteranno all'ascesa di Chiang Kai-shek, e alla rivoluzione del 1926. Un momento drammatico si verifica quando i cinesi torturano Po-han, il nuovo capo macchinista cinese, amico di Holman, davanti alla San Pablo. Collins ordina di non intervenire, ma Holman uccide con un liberatorio colpo di fucile il sofferente Po-han. Successivamente la nave, ferma in rada a causa della bassa marea che le impedisce di prendere il largo, viene tenuta quasi in ostaggio dai cinesi. Il tenente Collins per motivi di sicurezza ordina al suo equipaggio di non sbarcare a terra e di rimanere sulla nave, tranne uno a turno settimanale per la posta, ma Frenchy si reca di nascosto ogni notte dalla sua sposa nuotando nel buio fino alla riva.
Quando è il turno di Holman di recarsi a terra, questi trova Maily piangente accanto al corpo senza vita di Frenchy, morto a causa di una improvvisa e acuta febbre tropicale. La ragazza è incinta e Holman vorrebbe condurla via in un posto sicuro, ma sopraggiungono alcuni rivoluzionari cinesi che malmenano Holman e rapiscono Maily, che poi uccideranno.
Gli eventi precipitano: i cinesi pretendono dal tenente Collins la consegna di Holman, con il pretesto di ritenerlo responsabile dell'assassinio di Maily. Alcuni marinai della San Pablo, temendo che i cinesi possano attaccare la nave, chiedono a gran voce la consegna di Holman, ma Collins, pur rendendosi conto di trovarsi sull'orlo di un tentativo di ammutinamento di una parte dell'equipaggio, per risposta spara una raffica di mitra verso le imbarcazioni cinesi antistanti la nave, disperdendole.
In un'ultima disperata azione, l'eroico e testardo Collins dirige la nave all'interno della costa per salvare gli occupanti della missione di Jameson assediati dai rivoltosi e, dopo un durissimo scontro armato (in cui moriranno diversi membri dell'equipaggio e in cui si distinguerà Holman) contro gli studenti nazionalisti cinesi che stavano assemblando uno sbarramento di barche per bloccare il fiume, lascia il comando a Bordelles e con un piccolo manipolo di sottufficiali (Holman, Bronson e Crosley) raggiunge la missione, che però è presto invasa dai soldati. Il tenente e, di seguito, Holman periranno nell'azione per salvare Shirley, la quale però, grazie al loro sacrificio, riuscirà a fuggire con alcuni marinai e a salpare con la San Pablo.

## Luoghi delle riprese
Il film è stato girato sia a Taiwan che a Hong Kong. La produzione fece costruire una cannoniera replica sul modello della USS Villalobos, una ex cannoniera spagnola sequestrata dalla US Navy nelle Filippine durante la guerra ispano-americana, ma con un pescaggio notevolmente ridotto, per consentirne la navigazione sui bassi fondali dei fiumi cinesi luoghi delle riprese.

## Curiosità
Il titolo originale del film (identico a quello del romanzo di Richard McKenna), è un gioco di parole basato sull'assonanza tra San Pablo (San Paolo, in lingua spagnola) e Sand Pebbles ("ciottoli di sabbia", in lingua inglese).
Con questo film, Steve McQueen ottenne la sua prima ed unica candidatura all'Oscar come miglior attore protagonista senza riuscire a vincerlo.

## Riconoscimenti
- 1967 - Premio Oscar
  - Candidatura Miglior film a Robert Wise
  - Candidatura Miglior attore protagonista a Steve McQueen
  - Candidatura Miglior attore non protagonista a Mako
  - Candidatura Migliore fotografia a Joseph MacDonald
  - Candidatura Migliore scenografia a Boris Leven, Walter M. Scott, John Sturtevant e William Kiernan
  - Candidatura Miglior montaggio a William Reynolds
  - Candidatura Miglior sonoro a James Corcoran
  - Candidatura Miglior colonna sonora a Jerry Goldsmith

- 1967 - Golden Globe
  - Miglior attore non protagonista a Richard Attenborough
  - Candidatura Miglior film drammatico
  - Candidatura Migliore regia a Robert Wise
  - Candidatura Miglior attore in un film drammatico a Steve McQueen
  - Candidatura Miglior attore non protagonista a Mako
  - Candidatura Miglior attrice debuttante a Candice Bergen
  - Candidatura Migliore sceneggiatura a Robert Anderson
  - Candidatura Miglior colonna sonora a Jerry Goldsmith